# オロソムコイド
オロソムコイド（英: orosomucoid、略称: ORM）またはα1-酸性糖タンパク質（英: α1-acid glycoprotein、略称: α1AGp、AGP、AAG）は、血漿中に存在する急性期タンパク質である。αグロブリン糖タンパク質であり、2つの多型遺伝子によって調節される。主に肝細胞で合成され、正常な血漿中濃度は 0.6–1.2 mg/mL（血漿タンパク質の1–3%）である。血漿中濃度は、妊娠、熱傷、特定の薬物、特定の疾患、特にHIVの影響を受ける。
ORMの唯一の確立された機能は、塩基性または中性の親油性化合物のキャリアとしての機能である。医学においては、塩基性（正に帯電した）薬剤、ステロイド、プロテアーゼ阻害剤の主要なキャリアとして知られている（酸性と中性の薬剤のキャリアはアルブミンである）。老化によって血漿中アルブミンのわずかな低下、ORMのわずかな上昇が引き起こされる。しかし、こうした変化が薬剤とタンパク質との結合やドラッグデリバリーに与える影響は極めて小さいようである。ORMは甲状腺の恒常性との複雑な相互作用が示されている。ORMは、低濃度では甲状腺刺激ホルモン（TSH）の受容体を刺激し、細胞内のcAMPの蓄積を引き起こすことが観察されている。しかし、高濃度ではTSHのシグナル伝達は阻害される。
ORMは5年後の全死因死亡率の推定に有用である可能性がある4つの血中バイオマーカーの1つとして同定されている（他の3つはアルブミン、超低密度リポタンパク質粒子径、クエン酸である）。
ORMは閉塞性黄疸で上昇し、肝細胞性黄疸と腸管感染症では低下する。